# Scraptoft
Scraptoft – wieś w Anglii, w hrabstwie Leicestershire, w dystrykcie Harborough. Leży przy granicy na wschód od miasta Leicester i 142 km na północny zachód od Londynu.